# 駅谷駅
座標: 北緯37度29分6.42秒 東経126度48分41.71秒 / 北緯37.4851167度 東経126.8115861度
駅谷駅（ヨッコクえき）は、大韓民国京畿道富川市遠美区駅谷洞にある、韓国鉄道公社（KORAIL）京仁線（首都圏電鉄1号線）の駅。駅番号は「146」。カトリック大という副駅名がある。
名誉駅長として猫のタヘンイ（다행이）がいる。

## 歴史
- 1967年5月1日 - 臨時乗降所として営業開始[3]。
- 1974年8月15日 - 首都圏電鉄1号線が開通し、停車駅となる。配置簡易駅に昇格。
- 1983年8月6日 - 普通駅に昇格
- 2005年1月1日 - 鉄道庁の改組により韓国鉄道公社(KORAIL)の駅となる。
- 2012年12月4日 - 人員削減のため配置簡易駅に降格。
- 2022年6月20日 - 特急列車の停車駅になる。

## 駅構造

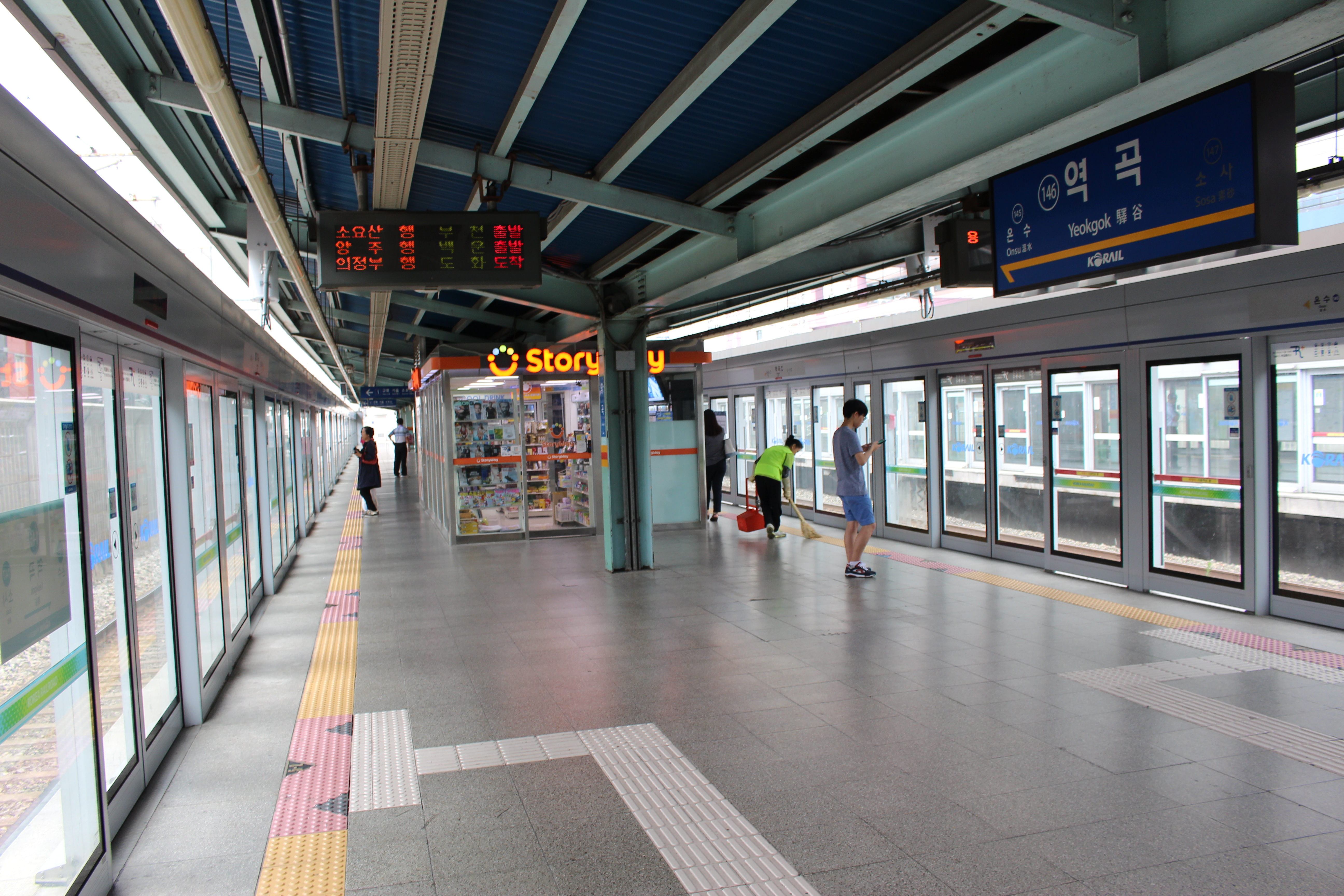
プラットホーム

島式ホーム2面4線の地上駅。

### のりば
| 番線 | 路線                         | 種別 | 行先                     |
| ---- | ---------------------------- | ---- | ------------------------ |
| 1    | 京仁線 · （首都圏電鉄1号線） | 緩行 | 九老・光云大・逍遥山方面 |
| 2    | 京仁線 · （首都圏電鉄1号線） | 急行 | 九老・永登浦・龍山方面   |
| 3    | 京仁線 · （首都圏電鉄1号線） | 急行 | 富川・松内・東仁川方面   |
| 4    | 京仁線 · （首都圏電鉄1号線） | 緩行 | 富川・富平・仁川方面     |

## 利用状況
近年の1日平均利用人員推移は下記のとおりである。
| 路線   | 路線     | 2000年 | 2001年 | 2002年 | 2003年 | 2004年 | 2005年 | 2006年 | 2007年 | 2008年 | 2009年 | 出典  |
| ------ | -------- | ------ | ------ | ------ | ------ | ------ | ------ | ------ | ------ | ------ | ------ | ----- |
| 京仁線 | 乗車人員 | 25,086 | 29,937 | 34,432 | 35,474 | 28,319 | 28,834 | 28,182 | 29,966 | 32,079 | 32,931 | [ 4 ] |
| 京仁線 | 降車人員 | 19,882 | 25,080 | 31,390 | 33,364 | 26,260 | 27,803 | 29,090 | 28,939 | 30,876 | 31,525 | [ 4 ] |
| 路線   | 路線     | 2010年 | 2011年 | 2012年 | 2013年 | 2014年 | 2015年 | 2016年 | 2017年 | 2018年 | 2019年 | 出典  |
| 京仁線 | 乗車人員 | 33,375 | 34,360 | 33,737 | 31,261 | 31,009 | 30,595 | 30,542 | 31,189 | 31,153 | 31,303 | [ 4 ] |
| 京仁線 | 降車人員 | 32,037 | 33,089 | 32,649 | 30,299 | 30,132 | 29,673 | 29,486 | 30,109 | 30,255 | 30,580 | [ 4 ] |
| 路線   | 路線     | 2020年 | 2021年 | 2022年 | 2023年 |        |        |        |        |        |        |       |
| 京仁線 | 乗車人員 | 22,488 | 22,618 | 24,878 | 26,027 |        |        |        |        |        |        |       |
| 京仁線 | 降車人員 | 22,292 | 22,532 | 24,647 | 25,876 |        |        |        |        |        |        |       |

## 駅周辺
- カトリック大学校聖心キャンパス
- 柳韓大学校（朝鮮語版）
- 聖公会大学校
- 駅谷中学校（朝鮮語版）
- CGV駅谷店
- ホームプラス富川素砂店
- 駅谷2洞住民センター
- 駅谷3洞住民センター
- 国民銀行駅谷駅支店
- 新韓銀行駅谷支店
- 韓国シティ銀行駅谷支店
- ウリィ銀行駅谷支店

## 隣の駅
韓国鉄道公社
 京仁線（首都圏電鉄1号線）
特急
九老駅 (141) - 駅谷駅 (146) - 富川駅 (148)
急行　
開峰駅 (143) - 駅谷駅 (146) - 富川駅 (148)
緩行
温水駅 (145) - 駅谷駅 (146) - 素砂駅 (147)